# Трамплин «Биг-эйр Шоуган»
Трамплин «Биг-эйр Шоуган» (кит. 首钢滑雪大跳台) — лыжный трамплин, расположенный в районе городского подчинения Шицзиншань (кит. упр. 石景山, пиньинь Shíjǐngshān) столицы КНР Пекине.
Построен для проведения спортивных мероприятий зимних Олимпийских игр 2022.

## Описание
Комплекс был построен на крыше бывшего сталелитейного завода Shougang Group, который был закрыт перед летними Олимпийскими играми 2008 года из-за опасений по поводу загрязнения воздуха. Строительство объекта началось в 2018 году и было завершено 1 ноября 2019 года. Объект будет постоянным и будет использоваться для проведения различных спортивных соревнований, став первым в мире постоянным местом проведения соревнований в дисциплине биг-эйр.
Лыжный трамплин Шоуган расположен в северной части старого промышленного парка Шоуган, где с севера на юг расположены оригинальная электростанция Shougang, градирня и оригинальная кислородная станция Shougang.
Насосная станция охлаждения, в районе старой фабрики Shougang была преобразована в зал проверки билетов и зону управления мероприятиями во время Зимних Олимпийских игр. Парк обеспечивает вспомогательные сервисные функции, а старая кислородная установка была преобразована в комплексное служебное здание во время зимних Олимпийских игр.
«Устойчивость» Олимпийских игр — это обязательное требование, которое Международный олимпийский комитет поставил городам-организаторам. В 2018 году ООН приняла резолюцию, в которой провозгласила спорт фактором, способствующим устойчивому развитию и индустриальное наследие парка Шоуган, полностью трансформировалось в олимпийскую концепцию «устойчивости»
Трамплин состоит из трех частей: трассы, судейской вышки и трибуны. Трасса длиной 164 метра имеет ширину 34 метра в самом широком месте и 60 метров в самой высокой точке. Форма соревнования заключается в том, что участники быстро спускаются с высоты, взлетают через большую платформу для прыжков и выполняют технические движения, такие как сальто и повороты на большой высоте.
Во время зимних Олимпийских игр на спортивном объекте будут разыграны четыре комплекта медалей.
После зимних Олимпийских игр в Пекине комплекс станет первым в мире, постоянно зарезервированным и используемым местом для прыжков с трамплина. Он сможет принимать крупные спортивные соревнования и станет местом тренировок для профессиональных спортсменов и спортивных команд. База молодых талантов, база подготовки кадров для организации мероприятий, что напрямую служит развитию ледовых и лыжных видов спорта в Китае. В то же время трамплин Shougang стал знаковым ландшафтом, местом отдыха и превратился в спортивный тематический парк обслуживающий публику.

## Символичность дизайна
Создатели трамплина были вдохновлены образами летящих женских полубожеств — апсар (кит. упр. 敦煌飞天, палл. дуньхуан фэйтянь, буквально: «дуньхуанские апсары»), изображённых на древнекитайских фресках пещер Могао в окрестностях Дуньхуана. Этому способствовало то, что китайское название апсар — «фэйтянь» — переводится как «летящие в небе», что образно соответствует спортивной дисциплине Олимпиады-2022 биг-эйр, впервые представленной на Олимпиадах. Поэтому трамплин на расстоянии выглядит как огромная лента апсар (один из их атрибутов).